# Durdat-Larequille

Durdat-Larequille este o comună în departamentul Allier din centrul Franței. În 1 ianuarie 2022 avea o populație de 1.317 de locuitori.